# Xocomecatlit
Xocomecatlit ist ein sehr selten vorkommendes Mineral aus der Mineralklasse der „Sulfate (einschließlich Selenate, Tellurate, Chromate, Molybdate und Wolframate)“ (ehemals Oxide und Hydroxide, siehe Klassifikation). Es kristallisiert im orthorhombischen Kristallsystem mit der chemischen Zusammensetzung Cu3[(OH)4|Te6+O4] und ist damit chemisch gesehen ein Kupfer-Tellurat mit zusätzlichen Hydroxidionen.
Xocomecatlit entwickelt nadelige Kristalle, die meist zu durchscheinenden, radialstrahligen bis kugeligen Mineral-Aggregaten von etwa 0,15 Millimeter Durchmesser und smaragdgrüner Farbe angeordnet sind.

## Etymologie und Geschichte
Erstmals entdeckt wurde Xocomecatlit zusammen mit Tlalocit in der „Mina la Bambollita“ (Oriental Mine) bei Moctezuma im mexikanischen Bundesstaat Sonora und beschrieben 1975 durch S. A. Williams. Er benannte das Mineral in Anlehnung an dessen meist grünliche, kugelige Gestalt, die für ihn Ähnlichkeit mit grünen Weintrauben besaß, nach dem Nahua-Wort (mexikanische Ureinwohner) xocomecatl (= Traube). Der Mineralname sollte demzufolge nach Williams zho-ko-mecatl-ait ausgesprochen werden.
Typmaterial des Minerals wird im Muséum national d’histoire naturelle in Paris (Frankreich) und National Museum of Natural History in Washington, D.C. (USA, Katalog-Nr. 135059) aufbewahrt.

## Klassifikation
In der veralteten 8. Auflage der Mineralsystematik nach Strunz war der Xocomecatlit noch nicht aufgeführt.
In der zuletzt 2018 überarbeiteten Lapis-Systematik nach Stefan Weiß, die formal auf der alten Systematik von Karl Hugo Strunz in der 8. Auflage basiert, erhielt das Mineral die System- und Mineralnummer IV/K.15-012. Dies entspricht der Klasse der „Oxide und Hydroxide“ und dort der Abteilung „Sulfite, Selenite und Tellurite“, wo Xocomecatlit zusammen mit Agait, Andychristyit, Backit, Bairdit, Brumadoit, Cesbronit, Cuzticit, Dagenaisit, Eckhardit, Frankhawthorneit, Fuettererit, Jensenit, Khinit, Kuranakhit, Leisingit, Markcooperit, Mcalpineit, Mojaveit, Montanit, Ottoit, Paratimroseit, Raisait, Timroseit, Utahit, Xocolatlit und Yafsoanit die „Tellurate mit [Te6+O6]6−-Gruppen und verwandte Strukturen“ mit der Systemnummer IV/K.15 bildet.
Die von der International Mineralogical Association (IMA) zuletzt 2009 aktualisierte 9. Auflage der Strunz’schen Mineralsystematik ordnet den Xocomecatlit dagegen in die Klasse der „Sulfate (einschließlich Selenate, Tellurate, Chromate, Molybdate und Wolframate)“ und dort in die Abteilung „Sulfate (Selenate usw.) mit zusätzlichen Anionen, ohne H2O“ ein. Diese ist weiter unterteilt nach der relativen Größe der beteiligten Kationen. Das Mineral ist hier entsprechend seiner Zusammensetzung in der Unterabteilung „Mit mittelgroßen Kationen“ zu finden, wo es als einziges Mitglied eine unbenannte Gruppe mit der Systemnummer 7.BB.50 bildet.
In der vorwiegend im englischen Sprachraum gebräuchlichen Systematik der Minerale nach Dana hat Xocomecatlit die System- und Mineralnummer 33.01.02.01. Das entspricht der Klasse der „Sulfate, Chromate und Molybdate“ und dort der Abteilung „Selenate und Tellurate“. Hier findet er sich innerhalb der Unterabteilung „Selenate und Tellurate mit A+(B2+)mXO4Zq“ als einziges Mitglied in einer unbenannten Gruppe mit der Systemnummer 33.01.02.

## Kristallstruktur
Xocomecatlit kristallisiert orthorhombisch in einer bisher nicht näher bestimmten Raumgruppe mit den Gitterparametern a = 12,14 Å; b = 14,32 Å und c = 11,66 Å sowie 12 Formeleinheiten pro Elementarzelle.

## Bildung und Fundorte

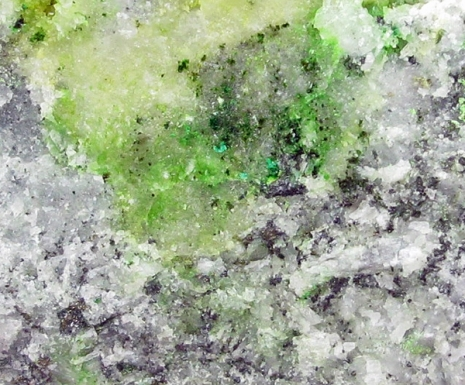
Nahaufnahme der Xocomecatlitkruste aus der Trixie Mine, Utah, USA (Gesamtgröße: 6,0 cm × 5,4 cm × 2,8 cm)

Xocomecatlit bildet sich als seltenes Sekundärmineral in der Oxidationszone von hydrothermal gebildeten Gold-Tellur-Lagerstätten. Als Begleitminerale treten unter anderem Dugganit, Goethit, Hinsdalit, Jensenit, Leisingit, Mcalpineit, Parakhinit (nicht anerkannter Polytyp von Khinit) und Svanbergit auf.
Bisher (Stand 2014) konnte Xocomecatlit nur in wenigen Proben aus weniger als 10 Fundorten nachgewiesen werden. Seine Typlokalität „Mina la Bambollita“ bei Moctezuma ist dabei der bisher einzige bekannte Fundort in Mexiko.
Weitere bisher bekannte Fundorte sind die „Old Guard Mine“ (Royal Guard Mine) und „Emerald Mine“ nahe Tombstone im Cochise County von Arizona, die „Bird Nest Drift“ am Otto Mountain nahe Baker in Kalifornien sowie die „Centennial Eureka Mine“ (Blue Rock) im Tintic District (Juab County) und die „Trixie Mine“ im Ost-Tintic District (Utah County) in Utah in den Vereinigten Staaten.